# Straight Through My Heart
«Straight Through My Heart» es una canción presentada por la banda estadounidense pop Backstreet Boys. Fue lanzado como el primer sencillo del séptimo álbum de estudio de la banda titulado This Is Us y es su primera de dos colaboraciones con el compositor y productor RedOne apareciendo en el álbum. El 23 de julio de 2009, el sencillo recibió su estreno en la página de la banda, desde allí fue enviada a la radio el 28 de julio de 2009, con radios canadienses siendo las primeras en presentar la canción. Fue lanzado en iTunes el 19 de agosto de 2009 en algunos países europeos y el 28 de agosto en Estados Unidos antes de recibir el lanzamiento del disco en Reino Unido y Estados Unidos el 28 de septiembre y el 29 de septiembre respectivamente.

## Vídeo musical
El video fue filmado el 7 de agosto y 8 de 2009 en el centro de Los Ángeles, California. Fue dirigido por Kai Regan. Fue lanzado el 27 de agosto en Internet.
La introducción dice, Día de Caminantes: Un grupo que se unen para proteger a los mortales inocentes o Kine contra La nobleza: Vampiros que la caza de presas en los bares y discotecas. A veces, estos cazadores a ser, La caza...
Después de la introducción de la canción empezará a reproducirse. Una mujer vampiro pasea en moto hasta un club nocturno y camina dentro. Los Backstreet Boys están bailando dentro del club. El vampiro comienza a cazar a las víctimas cuando los Backstreet Boys comienza a cantar. Justo antes del clímax de la canción, Nick anuncia que el vampiro tiene una víctima. En el clímax, el agua, presumiblemente agua bendita, se derrama desde el techo hacia la multitud. Esto asusta a los vampiros y Nick se acerca a ella. Él lleva al vampiro, con Brian, AJ, Howie y detrás de ellos, en otra habitación. Se cierran las puertas y abren otra, arrojando fuera al vampiro en la luz del sol. Esto la destruye. Después de destruir el vampiro, el grupo sale al sol, dejando al descubierto sus grandes dientes y ojos rojos.

## Críticas
Alex Fletcher de Digital Spy dijo, "Afortunadamente, a pesar de la ostentación y el glamour pudieron haber disminuido un poco, musicalmente aparecieron experimetnando un renacimiento. Sí éste sencillo producido por RedOne es una representación justa, entonces su próximo álbum puede vivir cómo uno de los mejores de la banda desde Millennium en 1999. Los fanes quiénes siempre prefirieron sus canciones pop a las baladas estarán satisfechos con éste himno palpitante, que tiene un coro rogando por algunos movimientos de los viejos Backstreet Boys." (3/5 estrellas)

## Lista de canciones
UK CD Sencillo
1. "Straight Through My Heart" (Main Version) — 3:28
2. "Straight Through My Heart" (Dave Audé Radio Edit) — 3:53

Sencillo Promocional de Reino Unido
1. "Straight Through My Heart" (Main Version) - 3:28
2. "Straight Through My Heart" (Instrumental) - 3:28

## Otros remixes
- "Straight Through My Heart" (Dave Audé Club) — 6:40
- "Straight Through My Heart" (Dave Audé Dub) — 6:11
- "Straight Through My Heart" (Dave Audé Radio) — 3:48
- "Straight Through My Heart" (Boothpimps Club) — 5:45
- "Straight Through My Heart" (Boothpimps Dub) — 4:30
- "Straight Through My Heart" (Jason Nevins Radio) — 3:35
- "Straight Through My Heart" (Jason Nevins Dub) — 5:35
- "Straight Through My Heart" (Jason Nevins Mixshow) — 5:35
- "Straight Through My Heart" (Mike Rizzo Funk Generation Club) — 6:23
- "Straight Through My Heart" (Mike Rizzo Funk Generation Radio) — 3:44
- "Straight Through My Heart" (Mike D Intro Mix) — 3:40
- "Straight Through My Heart" (Mike D Radio) — 3:26
- "Straight Through My Heart" (Matt Pendergast Remix) — 4:15
- "Straight Through My Heart" (Mr. Mig Club) — 7:51
- "Straight Through My Heart" (Mr. Mig Radio) — 3:18

## Posicionamiento
| Lista (2009)                        | Posición máxima |
| ----------------------------------- | --------------- |
| Japan Singles Top 100               | 3               |
| Sweden Singles Top 60               | 10              |
| Belgium UltraTop 50                 | 18              |
| Canada Singles Top 100              | 19              |
| Germany Singles Top 100             | 22              |
| Slovak Airplay Chart                | 22              |
| Portugal Singles Top 50             | 23              |
| Swiss Singles Top 75                | 30              |
| Italy Singles Top 50                | 37              |
| Austria Singles Top 75              | 45              |
| UK Singles Top 75                   | 72              |
| U.S. Billboard Hot Dance Club Songs | 18              |